# 孔多爾薩亞納山
15°15′5″S 72°43′36″W / 15.25139°S 72.72667°W
孔多爾薩亞納山（Kuntur Sayana），是秘魯的山峰，位於該國南部阿雷基帕大區的拉烏尼翁省和康德蘇約斯省，處於松科奧爾科山以西和薩拉科托山以東，屬於安第斯山脈的一部分，海拔高度約5,000米。